# Gurs
Gurs ([gyʁs]) ist eine französische Gemeinde mit 418 Einwohnern (Stand 1. Januar 2022) im Département Pyrénées-Atlantiques in der Region Nouvelle-Aquitaine. Sie gehört zum Kanton Le Cœur de Béarn (bis 2015: Kanton Navarrenx).

## Geografie
Gurs liegt zwischen Pau und Bayonne, 16 Kilometer nordwestlich von Oloron-Sainte-Marie rund 75 Kilometer von der spanischen Grenze entfernt. Der Fluss Gave fließt zwischen Gurs und Dognen.
Gurs ist einer Klimazone des Typs Cfb (nach Köppen und Geiger) zugeordnet: Warmgemäßigtes Regenklima (C), vollfeucht (f), wärmster Monat unter 22 °C, mindestens vier Monate über 10 °C (b). Es herrscht Seeklima mit gemäßigtem Sommer.

## Geschichte

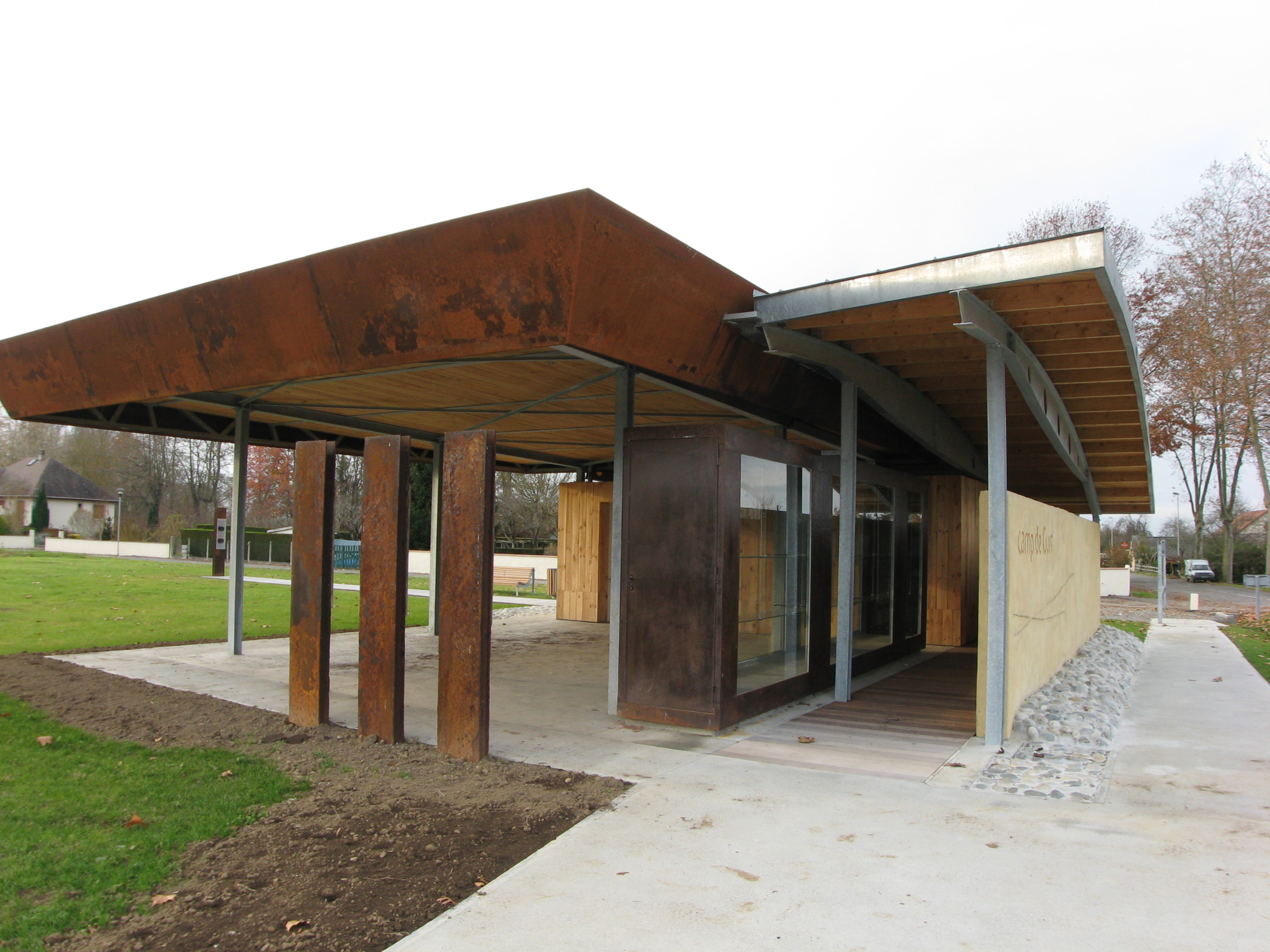
Mémorial, Gedenkstätte

Bekannt wurde der Ort durch das hier ab März 1939 eingerichtete Internierungslager Camp de Gurs. Dies wurde ursprünglich errichtet für die aus dem Spanischen Bürgerkrieg zurückkehrenden Kämpfer der Internationalen Brigaden. Ihnen folgten in einer zweiten Welle ab Mai 1940 in Frankreich lebende unerwünschte Ausländer, darunter vor allem aus Deutschland emigrierte Frauen.
Nachdem die im Sommer 1940 Internierten bis zum Spätsommer weitgehend wieder frei kamen, wurden ab Oktober 1940 Juden aus Südwestdeutschland ins Lager Gurs verschleppt, womit das ehemalige Internierungslager zum Konzentrationslager wurde. Sie wurden von hier ab August 1942 zur Ermordung ins KZ Auschwitz-Birkenau deportiert.

## Kultur und Sehenswürdigkeiten
In der Kirche Saint-Martin, die 1822 gebaut wurde, befindet sich ein Altaraufsatz aus dem 17. Jahrhundert.
Der Cimetière des Déportés (‚Friedhof der Deportierten‘) ist eine jüdische Gedenkstätte, die an die Internierten des Camp de Gurs erinnern soll. Angegliedert ist die Rekonstruktion einer Baracke, die besichtigt werden kann.

## Wirtschaft
Die Gemeinde beherbergt eine Keksfabrik. Wichtige Erwerbszweige sind Landwirtschaft und Viehzucht.
Auf dem Gemeindegebiet gelten kontrollierte Herkunftsbezeichnungen (AOC) für den Schnittkäse Ossau-Iraty sowie geschützte geographische Angaben (IGP) für Hausenten, für Foie gras (Canard à foie gras du Sud-Ouest), Geflügel (Volailles de Gascogne oder du Béarn), Schinken (Jambon de Bayonne), Tomme des Pyrénées und Weiß-, Rosé- und Rotwein mit der Bezeichnung Comté Tolosan.
Die Gemeinde beherbergt eine Grundschule mit zwei Klassen.

## Persönlichkeiten
- Jean Bartet (1862–1943), Opernsänger (Bariton)